# 户边直人
户边直人（日语：／ Tobe Naoto，1992年3月31日—）生于千叶县野田市，是一名日本男子田径运动员，主攻跳高。他在小学四年级加入学校的田径俱乐部，开始练习田径，中学时开始接触跳高，并在中学三年级时获得全国中学锦标赛冠军。2019年4月，他从筑波大学大学院毕业，获得博士学位。毕业后，他加入日本航空，成为该社体育队的成员。